# Cerro Fábrega
El cerro Fábrega o turó Fábrega és una muntanya localitzada a l'oest de la província de Bocas del Toro, a l'oest de Panamà, molt prop de la frontera amb Costa Rica. Exactament es troba en les coordenades N 9.123656, O 82.874611, dins de la Serralada Central, just al costat del Cerro Itamut. El seu cim està cobert per vegetació i terreny erm. És un ecosistema únic a Panamà de llacunes d'altura i turberas

## Geografia
Té una altura de 3.336 metres sobre el nivell del mar, és la segona elevació més alta del país i la més alta de Boques del Toro. Està dins del districte de Changuinola, a la seva base hi neixen els rius Teribe i Culubre.